# Hyphodiscus otanii
Hyphodiscus otanii är en svampart som beskrevs av Hosoya 2002. Hyphodiscus otanii ingår i släktet Hyphodiscus, ordningen disksvampar, klassen Leotiomycetes, divisionen sporsäcksvampar och riket svampar.   Inga underarter finns listade i Catalogue of Life.